# Margaret Rock

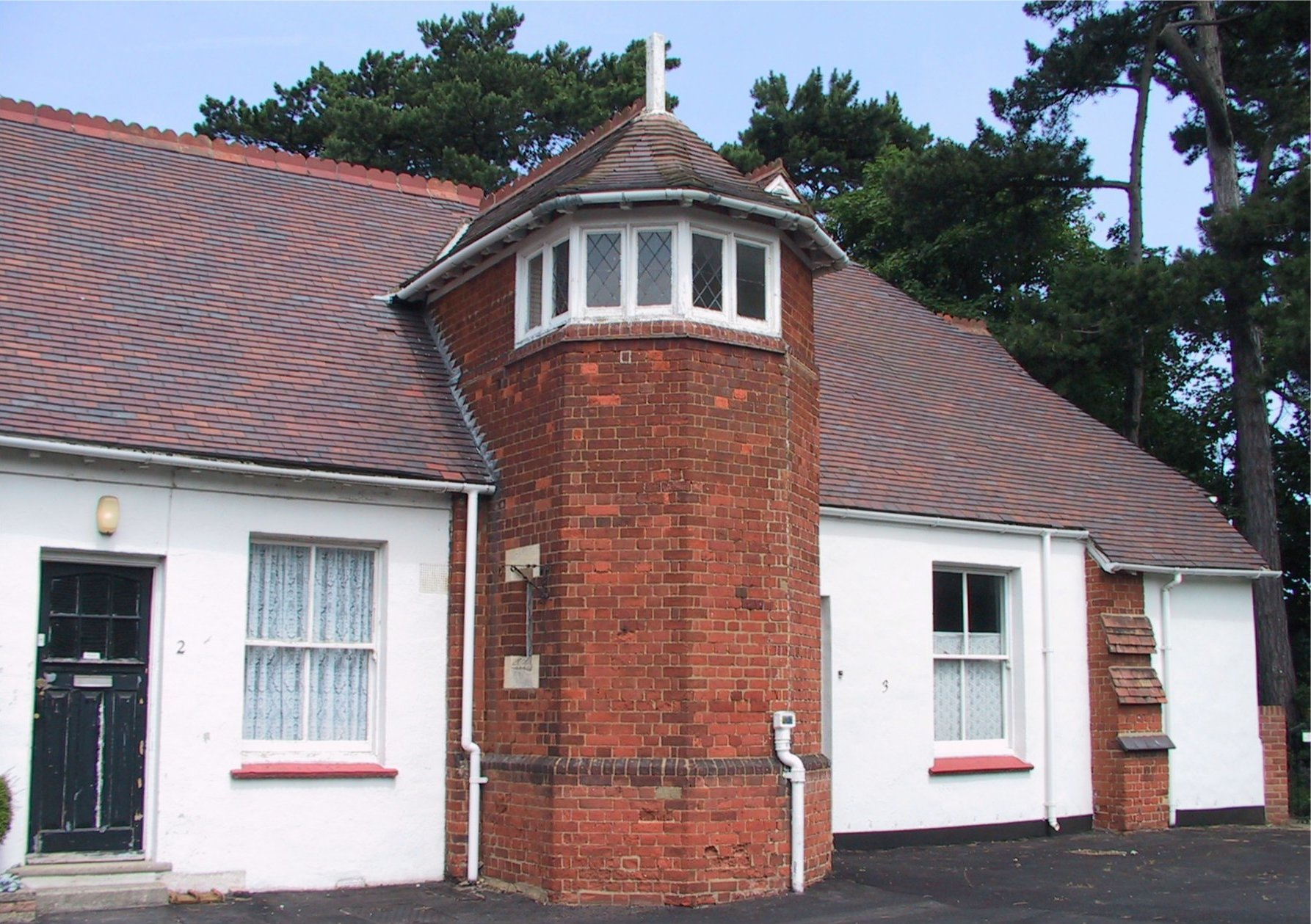
In diesem Gebäude (englisch: The Cottage) in Bletchley Park arbeitete Margaret Rock zusammen mit Dilly Knox an der Entzifferung der Enigma

Margaret Alice Rock (* 7. Juli 1903 in Hammersmith; † 26. August 1983 in Worcester) war eine britische Kryptoanalytikerin und eine der Frauen in Bletchley Park. Während des Zweiten Weltkrieges trug sie in der Government Code and Cypher School (deutsch etwa: „Staatliche Code- und Chiffrenschule“) im englischen Bletchley Park, also der militärischen Dienststelle, die sich erfolgreich mit der Entzifferung des deutschen Nachrichtenverkehrs befasste, wesentlich zum Bruch der deutschen Rotor-Schlüsselmaschine Enigma bei.

## Leben
Margaret war die Tochter von Dr. Frank Ernest Rock und seiner Frau Alice Maud Fanny Rock, geb. Simmonds, und wurde zwei Jahre vor ihrem Bruder, dem späteren Fallschirmjäger der britischen Royal Airborne Engineers, Lt. Col. (deutsch: Oberstleutnant) John Frank Rock, in England geboren. Sie besuchte als Mädchen die North Middlesex School in Enfield und anschließend die Portsmouth High School im südenglischen Seebad Southsea bei Portsmouth. Danach studierte sie Mathematik mit Schwerpunkt Statistik sowie Sprachen mit Schwerpunkt Französisch und Deutsch am Bedford College.
Nach Ausbruch des Zweiten Weltkriegs trat sie am 15. April 1940 in die Dienste der Government Code and Cypher School (G.C. & C.S.) ins 70 km nordwestlich von London gelegene Bletchley Park (B.P.) ein. Von ihrem neuen Chef, dem renommierten Codebreaker Dillwyn Knox, der von allen „Dilly“ genannt wurde, bekam sie die übliche knappe Begrüßung, die zugleich als Einführung in die neue Aufgabe reichen musste: „Hallo, we’re breaking machines. Have you got a pencil? Here, have a go.“ (deutsch: „Hallo, wir brechen Maschinen. Haben Sie einen Bleistift? Hier, probieren Sie mal.“) Zusammen mit Mavis Lever, die im selben Monat wie sie bei „Dilly“ anfing, und mit der sie sich schnell anfreundete und ihr Leben lang befreundet blieb, arbeitete sie nun an der Entzifferung von mit der Enigma verschlüsselten deutschen Funksprüchen. Sie war, wie ihre Kollegin Mavis und Alan Turings Mitarbeiterin Joan Clarke, eine der ganz wenigen weiblichen Codebreaker in B.P.
Ihr Chef schätzte die Mitarbeit seiner beiden fähigen Mitarbeiterinnen sehr, die in B.P. als „Dilly’s girls“ hochgeachtet waren, und lobte sie unter anderem mit den Worten „Give me a Lever and a Rock and I will move the Universe.“ (deutsch: „Gib mir eine Lever und eine Rock, und ich werde das Universum bewegen“ als Wortspiel mit den Nachnamen seiner beiden Mitarbeiterinnen (Lever deutsch Hebel und Rock deutsch Fels) auch zu lesen als „Gib mir einen Hebel und einen Fels, und ich werde das Universum bewegen“ mit unzweifelhaftem Bezug auf das Archimedes zugeschriebene Zitat zu seinem Hebelgesetz „Gebt mir einen festen Punkt, und ich hebe die Welt aus den Angeln“).

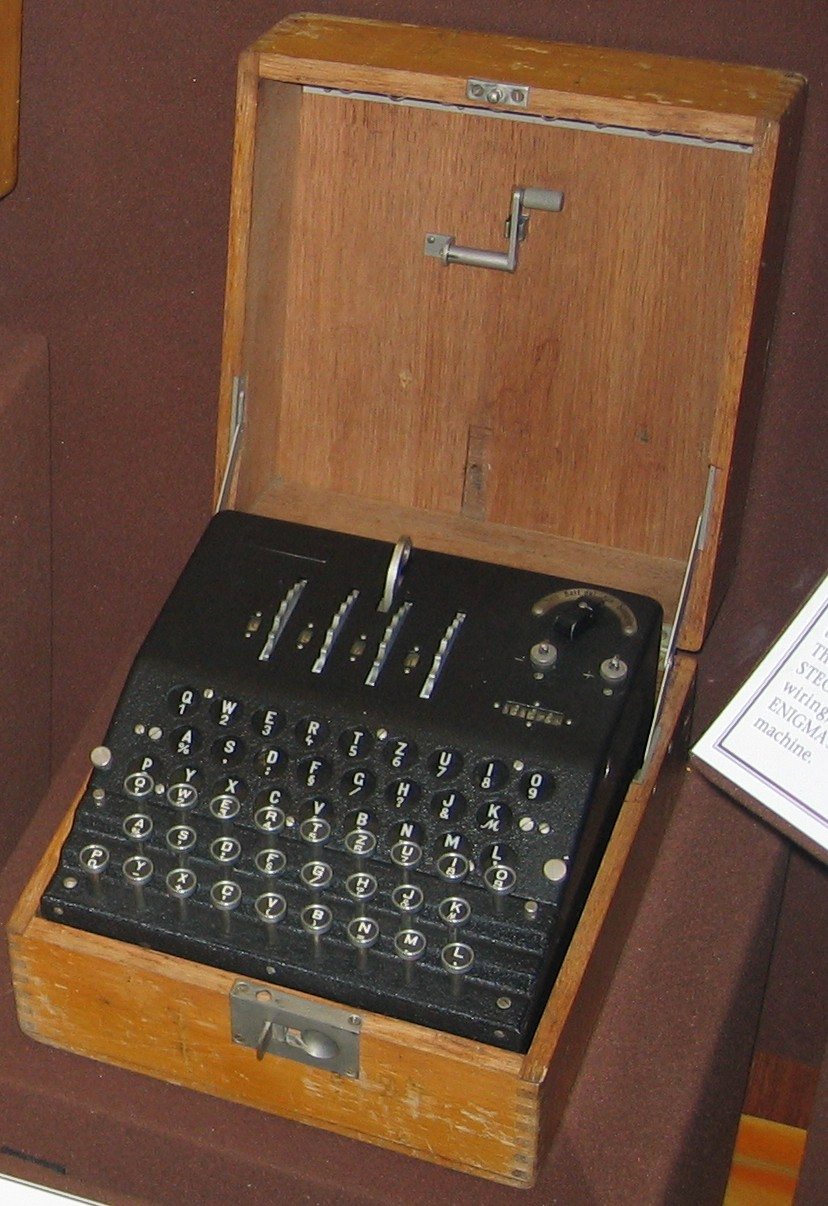
Die Enigma G der Abwehr verfügte über einen speziellen Walzensatz sowie eine rotierende Umkehrwalze

Am 8. Dezember 1941 gelang Margaret Rock ein wichtiger kryptanalytischer Durchbruch, als sie zusammen mit Mavis zum ersten Mal eine von der deutschen Abwehr (Geheimdienst) mithilfe eines speziellen Enigma-Modells (G) verschlüsselte Meldung „knackte“. Damit leistete sie einen wichtigen Beitrag dazu, dass deutsche Agenten bereits bei ihrer Einreise „in Empfang genommen“ werden konnten. Diese wurden anschließend nicht einfach nur eliminiert, sondern es gelang dem britischen Inlandsgeheimdienst MI5, viele von ihnen „umzudrehen“ und im Rahmen des Systems Double Cross (deutsch: „Doppelkreuz“) als Doppelagenten einzusetzen. Zusammen mit den aus Enigma-G-Sprüchen entzifferten Informationen erhielt der MI5 ein so detailliertes und zutreffendes Bild über die Pläne und den Wissensstand der Abwehr, dass jeder einzelne noch in Großbritannien operierende deutsche Agent genau bekannt war und gezielt kontrolliert und manipuliert werden konnte. Dies wurde auch zur Desinformation der deutschen Führung genutzt (Operation Fortitude) und trug unter anderem wesentlich zum alliierten Erfolg am D-Day bei, also der erfolgreichen Landung der Alliierten in der Normandie (Operation Overlord).
Im Mai 1943 errang Margaret einen weiteren wichtigen Erfolg, als ihr der Einbruch in eine Funklinie glückte, mit der die Deutschen von Wetterschiffen aus der Nähe der Kanarischen Inseln Wetterberichte übermittelten, die mit einer speziellen Enigma verschlüsselt wurden.
Margaret erhielt für ihre Verdienste im Jahr 1945 den Order of the British Empire (MBE). Sie blieb auch nach dem Krieg bei der G.C. & C.S. beziehungsweise der Nachfolgeorganisation, den GCHQ (Government Communications Headquarters), bis zu ihrer Pensionierung im Juli 1963. Sie war unverheiratet und lebte später mit ihrer langjährigen Freundin, Norah Sheward, zusammen, die sie von der North Middlesex School kannte. Margaret Rock starb im Alter von 80 Jahren.